# Darisodes orygaria
Darisodes orygaria är en fjärilsart som beskrevs av Achille Guenée 1862. Darisodes orygaria ingår i släktet Darisodes och familjen mätare. Inga underarter finns listade i Catalogue of Life.